# Бегемот (операція)
«Бегемот», «Бегемот-2» — радянські військові навчання в Баренцовому морі, метою яких був залповий послідовний пуск 16 МБР (всього боєзапасу) з мінімальними інтервалами між ракетами (не більш як 20 секунд) з підводного човна в підводному положенні.

## Відео
- Операція «Бегемот». Сюжет програми «Смотр» від 23.12.2006 (містить документальні кіноматеріали). [Архівовано 5 грудня 2013 у Wayback Machine.]
- Операція «Бегемот-2». Залп АПЛ «Новомосковськ» 16-ма МБР — відео. [Архівовано 18 травня 2012 у Wayback Machine.]